# Alto Paraguay megye
Alto Paraguay  egy megye Paraguayban. A fővárosa Fuerte Olimpo. 1992-ben alakult ki a mai területe, Chaco megye beleolvadásával.

## Földrajz
Az ország északi részén található. Megyeszékhely: Fuerte Olimpo

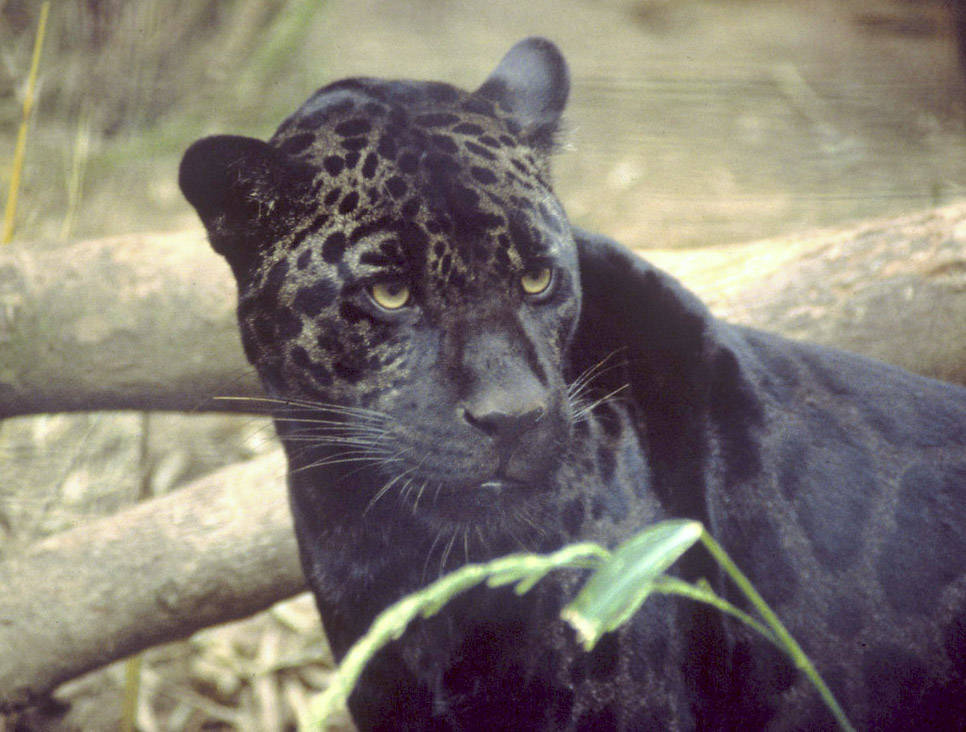
A jaguar őshonos az Alto Paraguay nemzeti parkban

## Települések
Három szervezeti egységre oszlik:
1. Fuerte Olimpo
2. La Victoria
3. Mayor Pablo Lagerenza